# Arquidiocese de Acerenza
A Arquidiocese de Acerenza (Archidiœcesis Acheruntina) é uma circunscrição eclesiástica da Igreja Católica situada em Acerenza, Itália. Seu atual arcebispo é Francesco Sirufo. Sua Sé é a Catedral de Nossa Senhora da Assunção e São Cânio Bispo de Acerenza.
Possui 21 paróquias servidas por 33 padres, abrangendo uma população de 39 590 habitantes, com 99% da dessa população jurisdicionada batizada (39 200 católicos).

## História
A tradição diz que a série de bispos de Acerenza começou em 300 com Romano, que governou a igreja de Acerenza de 300 a 329, sob o pontificado de São Papa Marcelino; outros bispos seguem na lista até 441. No entanto, esta lista é considerada falsa, uma vez que a maioria dos nomes são de origem Lombarda e porque é claro que houve uma tentativa de preencher a lacuna na cronologia e trazer as origens do bispado de Acheruntino para o século IV.
O primeiro bispo historicamente documentado é Justo, que participou do Sínodo de Roma de 499 convocado pelo Papa Símaco. Depois de Justo, não se conhece nenhum outro bispo até 776, ano em que Leão II assumiu a cátedra episcopal. A partir desta data, a sucessão episcopal é ininterrupta, com exceção de breves períodos, e também nos permite conhecer o desenvolvimento da diocese.
Em 799 o bispo Leão II mandou transportar o corpo de São Cânio da antiga cidade de Atella na Campânia para Acerenza; em 872 foi o bispo Pedro II que mandou transferir para Acerenza as relíquias de outro santo, São Lavério Mártir, retiradas da igreja de Grumentum.
No final do século X, o bispado tornou-se sufragâneo da Arquidiocese de Otranto. De fato, em 968, após uma decisão do Imperador de Constantinopla, Nicéforo II Focas, o Arcebispo de Otranto recebeu autorização para consagrar bispos em Acerenza. Em resposta a esse fato, para limitar a influência do rito bizantino, foi estabelecida a Arquidiocese de Salerno-Campagna-Acerno, província eclesiástica de Salerno.
Acerenza tornou-se um dos centros do conflito entre a Igreja do Oriente e a Igreja Romana. Disputada entre as duas metrópoles eclesiásticas de Otranto e Salerno, Acerenza, fiel à Igreja de Roma, em 989 retirou-se da jurisdição metropolitana de Otranto e tornou-se sufragânea da arquidiocese de Salerno, mesmo que continuasse a ser influenciada por Otranto devido à sua posição geográfica, relações culturais frequentes e monasticismo.
Em 4 de maio de 1041 o bispo de Acerenza, Estêvão (1029-1041), que apoiava o catepano de Bari, morreu lutando nas margens do Ofanto contra os primeiros normandos que haviam conquistado a área ao redor de Melfi. Após esta batalha, Acerenza foi conquistada pelos normandos e em 1061 Roberto Guiscardo fez dela uma fortaleza, tornando-a um centro de defesa contra as represálias bizantinas.
Em 1059, o Bispo Godano ou Geraldo participou do Concílio de Melfi, no qual se distinguiu; por isso, obteve o título de arcebispo. Esta notícia, no entanto, não é confirmada; de fato, segundo outras fontes, Acerenza tornou-se arcebispado sob o Papa Leão IX ou sob o Papa Nicolau II.
Em 13 de abril de 1068, o Papa Alexandre II emitiu uma bula, dirigida a Arnaldo, Arcebispo de Acerenza, com a qual estabeleceu uma nova província eclesiástica compreendendo, entre outras, as cidades de Venosa, Potenza, Tricarico, Montepeloso, Gravina, Matera, Tursi, Latiniano, San Chirico, Oriolo, deixando sob o controle direto da Santa Sé Montemurro e Armento.
O Arcebispo Arnaldo iniciou a construção da catedral no final do século XI, quando as relíquias de São Cânio Bispo foram descobertas. Em maio de 1102, Pietro foi eleito arcebispo e os privilégios concedidos a Arnaldo foram confirmados.
Em 1106, o Papa Pascoal II escreveu ao Arcebispo Pietro para conferir-lhe direitos metropolitanos, atribuindo-lhe as dioceses de Venosa, Gravina, Tricarico, Tursi e Potenza como sufragâneas e o uso do pálio nos feriados.
Em 1203, com uma bula papal emitida pelo Papa Inocêncio III, Matera foi elevada à categoria de catedral. A bula declarava: "Decidimos estabelecer uma igreja catedral perto de Matera para que ela se una à sede original." A união aeque principaliter com Matera não teve vida fácil; na verdade, a história dessas duas igrejas é uma sucessão de desentendimentos e conflitos.
Nos primeiros anos do século XV, quando Manfredo de Aversa era bispo (1414-1444), o povo de Matera, com a ajuda de Giannantonio Orsini, príncipe de Taranto e conde de Matera, tentou se separar de Acerenza, forçando o arcebispo a deixar sua sé, nomeando como bispo um certo Marsio, um frade franciscano; Papa Eugênio IV primeiro deixou um administrador separado para a igreja de Matera e, após a morte de Manfredo em 1444, ele restaurou a união entre as duas Igrejas, nomeando Marino De Paulis arcebispo de Acerenza e Matera.
Em 1471, o Papa Sisto IV decretou que o arcebispo deveria assumir o título de "Acerenza e Matera" quando residisse em Acerenza, e vice-versa, o título de "Matera e Acerenza" quando residisse em Matera. As disputas continuaram a tal ponto que o Papa Clemente VIII estabeleceu que a precedência do título pertencia a Acerenza, a diocese mais antiga, e a residência do arcebispo deveria ser em Matera, por sua maior conveniência. Em 5 de novembro de 1751, o Papa Bento XIV, com uma bula papal dirigida ao Arcebispo Francesco Lanfreschi, reafirmou as posses e os direitos da arquidiocese, confirmando que a residência habitual do arcebispo de Acerenza e Matera deveria ser Acerenza.
Entre 1844 e 1845 o bispo Antonio Di Macco celebrou o sínodo diocesano na catedral de Acerenza e publicou as Constitutiones Sinodales.
Em 5 de agosto de 1910 os arcebispos de Acerenza e Matera foram autorizados a acrescentar o título de abades de Sant'Angelo di Montescaglioso. Desde 1954 este título será prerrogativa dos arcebispos de Matera.
Em 11 de agosto de 1945, o decreto Excellentissimus da Congregação Consistorial modificou os limites das duas arquidioceses, atribuindo à jurisdição de Matera dez paróquias nos municípios de Bernalda, Ferrandina, Ginosa, Grottole, Laterza, Metaponto, Miglionico, Montescaglioso, Pisticci e Pomarico, até então pertencentes a Acerenza.
Em 2 de julho de 1954 com a bula Acherontia do Papa Pio XII as sés de Acerenza e Matera foram definitivamente separadas e constituídas duas províncias eclesiásticas: a província de Acerenza ficou com as dioceses sufragâneas de Potenza, Venosa, Marsico Nuovo e Muro Lucano.
Em 21 de agosto de 1976, com a bula Quo aptius do Papa Paulo VI, as duas províncias eclesiásticas foram suprimidas, e Acerenza, juntamente com Matera, tornaram-se sufragâneas da arquidiocese de Potenza e Marsico Nuovo, que foi simultaneamente elevada a sé metropolitana.
Com a carta da Congregação para os Bispos datada de 28 de novembro de 1977, o título de arquidiocese foi restaurado à sé de Acerenza.

## Prelados

### Sé de Acerenza
- Romano † (início do século IV)
- Monocollo †
- Pedro I †
- Sílvio †
- Teodósio †
- Aloris †
- Estêvão I †
- Araldo †
- Berto †
- Leão I †
- Lupo †
- Evalaânio †
- Aso †
- Asedeu †
- José †
- São Justo † (mencionado em 499)
- Leão II † (776 - 799)
- Pedro II † (mencionado em 833)
- Rodolfo † (869 - 874)
- Leão III † (874 - circa 909)
- André † (906 - 935)
- João I † (936 - 972)
- João II † (993 - 996)
- Estêvão II † (996 - 1024)
- Estêvão III † (1029 - 1041)
- Estêvão IV † (1041 - 1048)
- Godério † (1048 - 1058)
- Godério II † (1058 - 1059)
- Godano ou Geraldo † (1059 - 1066)
- Arnaldo † (1066 - 1101)
- Pedro † (1102 - circa 1142)
- Durando † (1142 - 1151)
- Roberto † (1151 - 1178)
- Ricardo † (1178 - 1184)
- Pedro IV † (1184 - 1194)
- Pedro V † (1194 - 1197)
- Reinaldo † (1198 - 1199)

### Sé de Acerenza e Matera
- André † (1203 - 1231)
- André † (1236 - circa 1246) (pela segunda vez)[11]
- Anselmo † (1253 - circa 1255)
- Lorenzo, O.P. † (1267 - 1276)
- Pietro d'Archia † (1279 - circa 1300)
  - Gentile Stefaneschi Orsini, O.P. † (1300 - 1303) (administrador apostólico)
  - Guy de Pernes, O.S.B.Clun. † (1303 - 1306) (administrador apostólico)
- Landolfo (ou Rudolfo), O.P. † (1307 - 1307)
- Roberto II, O.P. † (1308 - 1334)
- Pietro VII † (1334 - 1342 ou 1343)
- Giovanni Corcello † (1343 - circa 1363)
- Bartolomeo Prignano † (1363 - 1377)
- Niccolò Acconciamuro † (1377 - 1378)
- Obediência avinhonesa:
  - Giacomo di Silvestro † (1379 - ?)
  - Bisanzio Morelli † (1384 - ?)
  - Tommaso di Bitonto † (1393 - ?)
- Obediência romana e pisana:
  - Giacomo † (mencionado em 1381)
  - Nicola †
  - Pietro Giovanni de Baraballis, O.F.M. † (1392 - 1395)
  - Stefano Goberio, O.F.M. † (1395 - 1403)
  - Riccardo de Olibano † (1402 - 1407)
  - Niccolò Piscicelli, O.Cist. † (1407 - 1415)
- Manfredi Aversano † (1415 - 1444)
  - Maio d'Otranto, O.F.M. † (1440 - 1444) (administrador apostólico de Matera)
- Marino De Paulis † (1444 - 1470)
- Francesco Enrico Lunguardo, O.P. † (1470 - 1482)
- Vincenzo Palmieri † (1483 - 1518)
- Andrea Matteo Palmieri † (1518 - 1528)
- Francesco Palmieri, O.F.M. † (1528 - 1530)
  - Andrea Matteo Palmieri † (1530 - 1531) (administrador apostólico)
- Giovanni Michele Saraceni † (1531 - 1556)
- Sigismondo Saraceno † (1556 - 1585)
- Francesco Antonio Santorio † (1586 - 1589)
- Francisco Avellaneda † (1591 - 1591)
- Scipione di Tolfa † (1593 - 1595)
- Giovanni Trulles de Myra † (1596 - 1600)
  - Sede vacante (1600-1605)
- Giuseppe de Rubeis † (1605 - 1610)
- Giovanni Spilla, O.P. † (1611 - 1619)
- Fabrizio Antinoro † (1622 - 1630)
- Giovanni Domenico Spinola † (1630 - 1632)
- Simone Carafa Roccella, C.R. † (1638 - 1647)
- Giambattista Spinola † (1648 - 1664)
- Vincenzo Lanfranchi, C.R. † (1665 - 1676)
- Antonio del Río Colmenares † (1678 - 1702)
- Antonio Maria Brancaccio, C.R. † (1703 - 1722)
- Giuseppe Maria Positano, O.P. † (1723 - 1730)
- Alfonso Mariconda, O.S.B. † (1730 - 1737)
- Giovanni Rosso, C.R. † (1737 - 1738)
- Francesco Lanfreschi † (1738 - 1754)
- Anton Ludovico Antinori, C.O. † (1754 - 1758)
- Serafino Filangieri, O.S.B. † (1758 - 1762)
- Nicola Filomarini, O.S.B.Coel. † (1763 - 1767)
- Carlo Parlati, P.O. † (1767 - 1774)
- Giuseppe Sparano † (1775 - 1776)
- Francesco Zunica † (1776 - 1796)
- Camillo Cattaneo della Volta † (1797 - 1834)
- Antonio Di Macco † (1835 - 1854)
- Gaetano Rossini † (1855 - 1867)
- Pietro Giovine † (1871 - 1879)
- Gesualdo Nicola Loschirico, O.F.M.Cap. † (1880 - 1890)
- Francesco Maria Imparati, O.F.M.Obs. † (1890 - 1892)
- Raffaele di Nonno, C.SS.R. † (1893 - 1895)
- Diomede Angelo Raffaele Gennaro Falconio, O.F.M.Ref. † (1895 - 1899)
- Raffaele Rossi † (1899 - 1906)
- Anselmo Filippo Pecci, O.S.B. † (1907 - 1945)
- Vincenzo Cavalla † (1946 - 1954)

### Sé de Acerenza
- Domenico Picchinenna † (1954 - 1961)
- Corrado Ursi † (1961 - 1966)
  - Sede vacante (1966-1970)
- Giuseppe Vairo † (1970 - 1979)
- Francesco Cuccarese † (1979 - 1987)
- Michele Scandiffio † (1988 - 2005)
- Giovanni Ricchiuti (2005 - 2013)
  - Sede vacante (2013-2016)
- Francesco Sirufo (desde 2016)